# كأس الاتحاد الإنجليزي 2013–14
كأس الاتحاد الإنجليزي 2013–14 (بالإنجليزية: 2013–14 FA Cup)‏ هو الموسم 133 من  كأس الاتحاد الإنجليزي. أقيم خلال الفترة 16 أغسطس 2013 وحتى 17 مايو 2014، والذي يشرف على تنظيمه الاتحاد الإنجليزي لكرة القدم، وكان عدد الأندية المشاركة فيه  737، وفاز فيه نادي أرسنال.